# Christian-Louis de Brandebourg-Schwedt
Christian-Louis de Brandebourg-Schwedt, né le 24 mai 1677 à Berlin et mort le 3 septembre 1734 au manoir de Malchow (aujourd'hui un quartier de Berlin), est un prince et officier prussien issu de la Maison de Hohenzollern, fils de l'électeur Frédéric-Guillaume Ier de Brandebourg et Sophie-Dorothée de Schleswig-Holstein-Sonderbourg-Glücksbourg. C'est à lui que Johann Sebastian Bach dédicace les six concertos dit brandebourgeois composés en 1721.

## Biographie
Christian-Louis de Brandebourg est le fils cadet du « Grand Électeur » Frédéric-Guillaume Ier (1620-1688), souverain de Brandebourg et duc de Prusse depuis 1640, et de sa seconde épouse, Sophie-Dorothée (1636-1689), elle-même fille du duc Philippe de Schleswig-Holstein-Sonderbourg-Glücksbourg et veuve du duc Christian-Louis de Brunswick-Lunebourg. Il est le dernier des sept enfants issus de ce mariage.

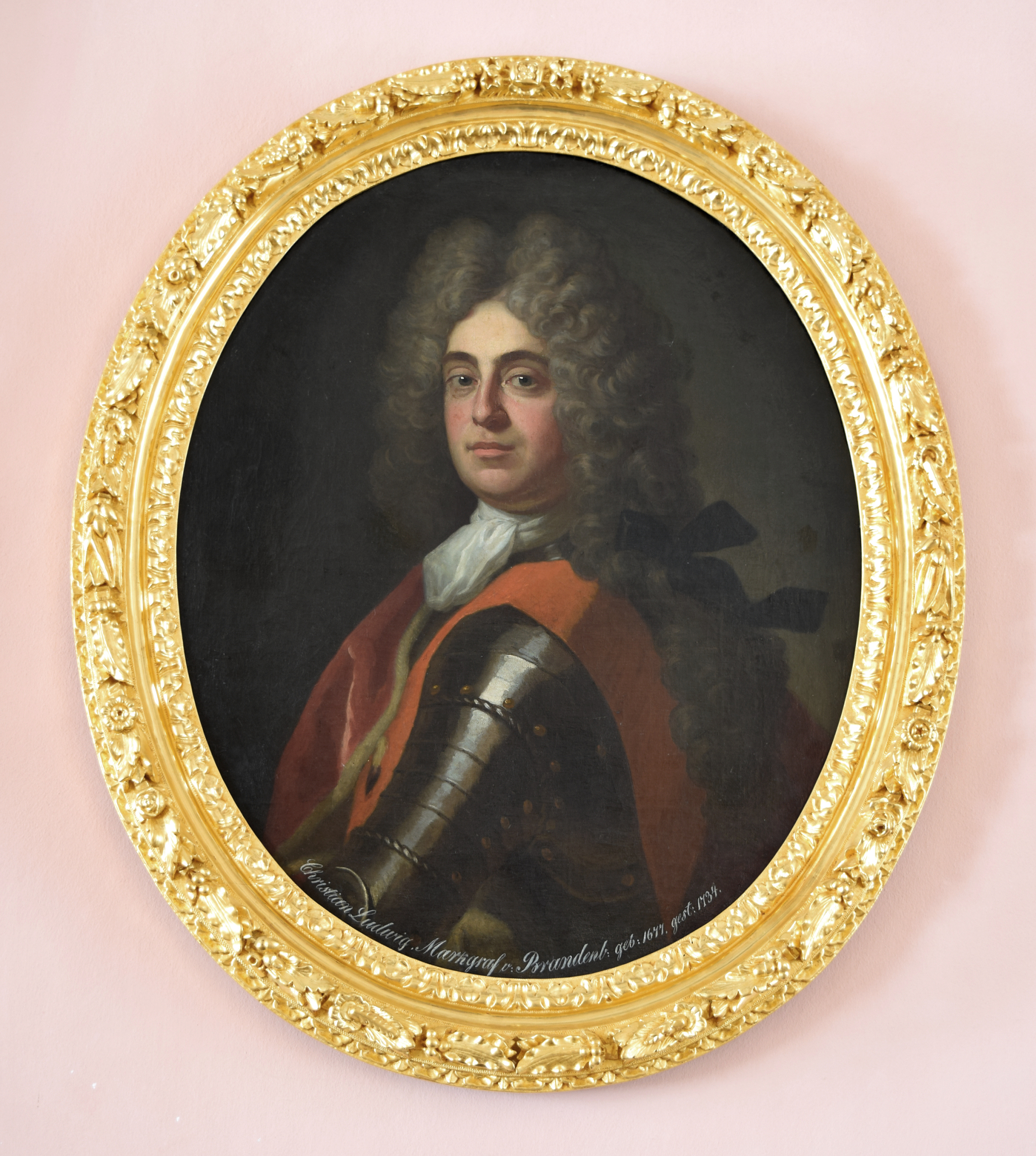
Portrait de Christian-Louis (vers 1705), collection du château de Caputh.

Sa mère Sophie-Dorothée craignit pour le bonheur de ses enfants qui n'ont pas droit à la domination sur les territoires de l'État de Brandebourg-Prusse. Par conséquent, elle avait acquis les seigneuries de Schwedt, Vierraden et Wildenbruch afin de préserver leur approvisionnement. Les apanages ont formé la base de la branche collatérale du margraviat de Brandebourg-Schwedt. Le frère aîné de Christian-Louis, Philippe-Guillaume (1669-1711) devint chef de la lignée.
Le benjamin du couple princier, orphelin de père à 11 ans, est élevé sous la tutelle de son demi-frère aîné, l'électeur Frédéric III de Brandebourg, roi en Prusse (sous le nom de Frédéric Ier) à partir de 1701. Après la mort de Frédéric en 1713, le trône revient au fils de celui-ci, le nouveau roi Frédéric-Guillaume Ier de Prusse, qui est donc neveu de Christian-Louis. Le roi, connu comme « le Roi-Sergent », poursuit un objectif d’austérité ; il abandonne le style dispendieux de son père et prédécesseur et consacre les ressources à la création d’une armée prussienne permanente.
Le roi autorise toutefois son oncle Christian-Louis, grand amateur de la musique et des arts, d'entretenir son propre orchestre au château de Berlin et lui transfère l'administration des domaines de Malchow et Heinersdorf au nord de la capitale. À ces revenus du prince s'ajoutent les rentrées de son héritage maternel, et les revenus professionnels comme Generalmajor (depuis 1695), puis comme  Generalleutnant à  Stettin en Poméranie, chef du 7e régiment d'infanterie et commandeur de Lagow en Nouvelle-Marche ; de plus il est administrateur et  prévôt du chapitre d'Halberstadt. Ses revenus sont donc confortables.
Il est le quatrième des récipiendaires de l'Ordre de l'Aigle noir.

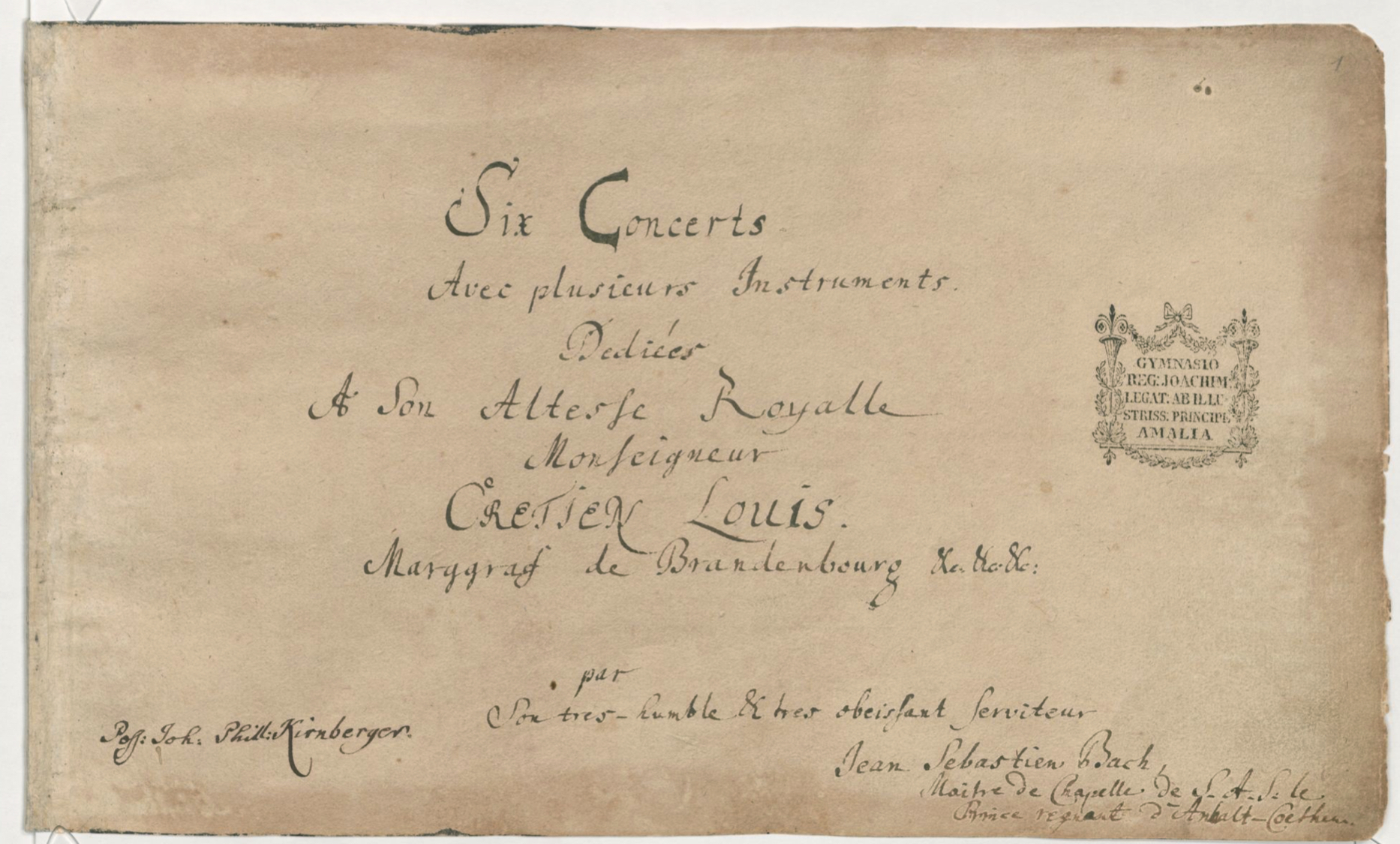
Page de titre des Concertos brandebourgeois.

Durant l’hiver 1718-1719, le compositeur Jean-Sébastien Bach, Kapellmeister du prince Léopold d'Anhalt-Köthen, visite la ville de Berlin et impressionne Christian-Louis par son art. Christian-Louis demande à  Bach quelques-unes de ses compositions et reçoit, au printemps 1721, une partition intitulée, en français, Six Concerts avec plusieurs instruments, connus maintenant sous le nom Concertos brandebourgeois (BWV 1046 à 1051).
Christian-Louis meurt sans descendance dans sa résidence de Malchow et est enterré dans la crypte des Hohenzollern de la cathédrale de Berlin.